# حسن خضر
حسن خضر هو ناقد فلسطيني من مواليد مدينة خان يونس في قطاع غزة عام 1953 لأسرة مهجرة من قرية الجلدية (قضاء غزة)، حيث لجأت عائلته إلى غزة بعد النكبة الفلسطينية عام 1948. حصل على شهادة البكالوريس في الأدب الإنجليزي من جامعة عين شمس في القاهرة عام 1977، وفي عام 1982 عمل مع الصحافة الفلسطينية في بيروت، ثم شغل منصب مدير دائرة الشؤون الفلسطينية في مركز التخطيط الفلسطيني بمنظمة التحرير الفلسطينية في تونس للأعوام 1983-1993.
عاد إلى غزة في عام 1994 وشغل منصب مدير التخطيط والإنماء الثقافي في وزارة الثقافة الفلسطينية، ثم مديراً لجريدة الأيام في قطاع غزة خلال الأعوام 1995-1998. انتقل إلى رام الله وواصل العمل مع جريدة الأيام محرراً ومسؤول قسم مراجعة الكتب. كان مدير تحرير المجلة الأدبية "فصلية الكرمل الجديد الثقافية" منذ عام 1999 حتى الآن. حصل على جائزة فلسطين لكتابة المقالات عام 1997.
ألف حسن خضر العديد من الكتب والمقالات منها في «وداع فرانسوا أبو سالم»، «العدوان الثلاثي ومسلسل في حضرة الغياب» عن الأدب الفلسطيني والإسرائيلي وهوية الآخر، كما ترجم بعض الروايات الإسرائيلية إلى اللغة العربية بما فيها أعمال ديفيد غروسمان، أوز وشاكخ.

## مؤلفاته
ألف حسن خضر العديد من الكنب ومنها:
- «في الأدب الإسرائيلي»، صدر عام 1992.
- «الديانة اليهودية وموقفها من غير اليهود» صدر عام 1994، وهو ترجمة لكتاب (The Jewish religion and its attitude to non-Jews) للكاتب الإسرائيلي إسرائيل شاحاك.
- «سؤال الهوية في الأدب الإسرائيلي»، صدر عام 1995.
- «ابتسامة الجدي»، وهو ترجمة صدرت عام 1996.
- «أرض الغزالة» وهو سيرة ذاتية للمثقف الفلسطيني في حله وترحاله. صدر عام 2003.[7][8]

## وصلات خارجية
- مقالات حسن خضر على موقع رمان
- حسن خضر على موقع الحوار المتمدن